# John Naber
John Phillips Naber, född 20 januari 1956 i Evanston, Illinois, är en amerikansk före detta tävlingssimmare, femfaldig olympisk medaljör, och tidigare världsrekordhållare i flera grenar.

## Biografi
Efter gymnasiet, studerade Naber i University of Southern California, där han avslutade sin kandidatexamen i psykologi 1977. Medan han var på USC, hjälpte han till att leda USC Trojans simlag till fyra raka NCAA Men's Swimming and Diving Championships.
Naber vann fyra guldmedaljer vid sommarspelen 1976 i Montreal, Quebec. Var och en av dessa segrar vann han på världsrekordtid. En av Nabers guldmedaljer vann genom att för första gången göra 200 meter ryggsim på under två minuter, och hans vinnartid på 1,59,19 minuter var ett världsrekord som stod sig i sju år. Hans världsrekord av 55,49 på 100 meter ryggsim stod sig också i sju år.
För dessa prestationer i Montreal och i andra tävlingar, vann Naber 1977 James E Sullivan Award, som delas ut till amerikanska amatöratleter på toppnivå under året. Han valdes in i International Swimming Hall of Fame som en "Honor Swimmer" 1982.
Efter sin simningskarriär har Naber arbetat som en sportkommentator, inspirationstalare och professionell författare.
I maj 2014 blev John Naber invald i Woodside High School's Community Hall of Fame.